# Sciophila pluridentata
Sciophila pluridentata är en tvåvingeart som beskrevs av Zaitzev 1982. Sciophila pluridentata ingår i släktet Sciophila och familjen svampmyggor. Inga underarter finns listade i Catalogue of Life.